# Железнодорожный мост Ваньчжоу
Железнодорожный мост Ваньчжоу (кит. 宜万铁路万州长江大桥) — мост, пересекающий реку Янцзы, расположенный на территории города центрального подчинения Чунцин; 25-й по длине основного пролёта арочный мост в мире (16-й в Китае). Является частью скоростной железной дороги Ичан — Ваньчжоу.

## Характеристика
Мост соединяет западный и восточный берега реки Янцзы на территории района Ваньчжоу.
Длина —  1 106 м. Мост представлен однопролётной арочной конструкцией с дорожным полотном посередине. Длина основного пролёта — 360 м. Дополнительные пролеты два по 168 м по обе стороны от основного. Арочная конструкция и надрусловая секция моста решётчатая (по принципу сквозных ферм) и выполнена из стали. 
Стоимость строительство моста 200 млн. юаней.